# Marpod
Marpod is een Roemeense gemeente in het district Sibiu.
Marpod telt 851 inwoners.